# Pilocarpus sulcatus
Pilocarpus sulcatus är en vinruteväxtart som beskrevs av L.A. Skorupa. Pilocarpus sulcatus ingår i släktet Pilocarpus och familjen vinruteväxter. Inga underarter finns listade i Catalogue of Life.